# ستاتسانو
ستاتسانو (بالإيطالية: Stazzano)‏ هي بلدية في مقاطعة ألساندريا في إقليم بييمونتي في إيطاليا.

## السكان
في سنة 1861 بلغ عدد السكان 1٬499 نسمة، وتطور العدد ليصل في سنة 2011 لـ 2٬425 نسمة.
يظهر هذا المخطط البياني تطور النمو السكاني لـ ستاتسانو